# Tilletiales
De Tilletiales vormen een orde van Exobasidiomycetes uit de subklasse van de Exobasidiomycetidae. Er zijn 179 soorten bekend die tot deze orde behoren.

## Taxonomie
Bij de Tilletiales is het basidium ongesepteerd (zonder tussenwanden).
De taxonomische indeling van de Tilletiales is als volgt:
Orde: Tilletiales
- Familie: Tilletiaceae
  - Geslacht: Tillia
    - Soort: Steenbrand (Tilletia caries)
    - Soort: Tilletia indica